# لوفون، بزل‌کونتری
شهر لوفون در بخش لوفون در ایالت بزل‌کونتریدر کشور سوئیس واقع شده‌است که ۵٬۰۰۰ نفر جمعیت دارد.